# Láska a jiné kratochvíle
Láska a jiné kratochvíle (v anglickém originále The Other Woman) je americký dramatický film z roku 2009. Režisérem filmu je Don Roos. Hlavní role ve filmu ztvárnili Natalie Portman, Lisa Kudrow, Scott Cohen, Charlie Tahan a Lauren Ambrose.

## Obsazení
| Natalie Portman  | Emilia Greenleaf |
| Lisa Kudrow      | Carolyn Soule    |
| Scott Cohen      | Jack Woolf       |
| Charlie Tahan    | William Woolf    |
| Lauren Ambrose   | Mindy            |
| Kendra Kassebaum | Sharlese         |
| Daisy Tahan      | Isabel           |
| Anthony Rapp     | Simon            |